# استتار خودآرایی

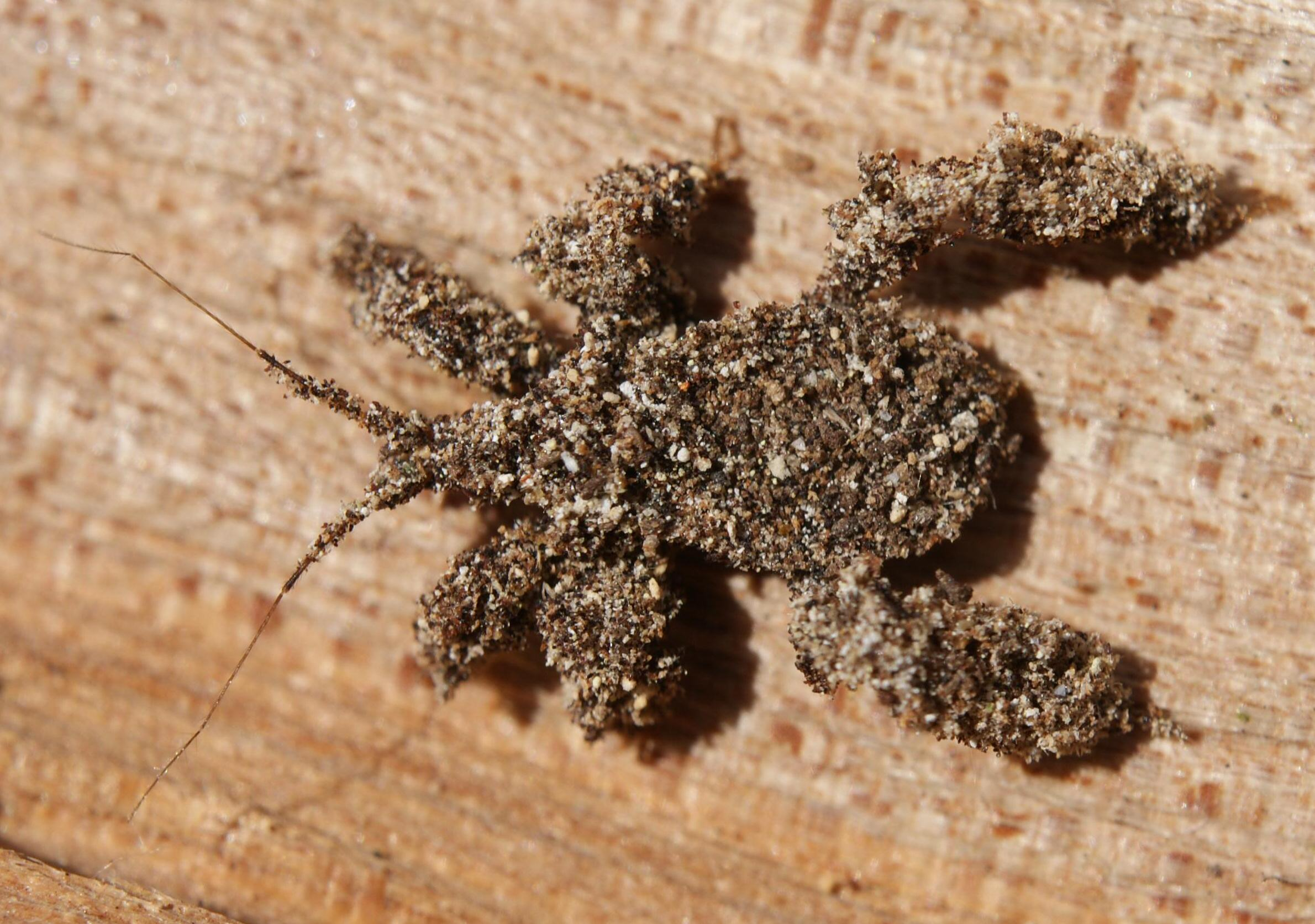
Reduvius personatus ، پوره حشره شکارچی نقاب‌دار، استتارشده با تکه‌های کوچک چوب

استتار خودآرایی (به انگلیسی: Self-decoration camouflage)، روشی از استتار است که در آن جانوران یا سربازان موادی را که گاه زنده هستند، از محیط انتخاب می‌کنند و برای پنهان کردن به خود می‌چسبانند.
این روش در سال 1889 توسط ویلیام بیتسون ، که خرچنگ‌های آراسته Stenorhynchus را مشاهده کرد، توصیف شد. در سال 1890 توسط ادوارد باگنال پولتون به عنوان " حمایت برون‌پیکر" طبقه‌بندی شد و در سال 1940 توسط هیو بامفورد کات به عنوان "رنگ‌بندی پنهان‌کنندۀ برون‌پیکر" یا " شباهت برون‌پیکر" طبقه‌بندی شد، که آن را با روشی که بومیان استرالیایی به پرندگان آبزی نگاه می‌کردند و صورت خود را با برگ برگ سوسن آبی می‌پوشانند، مقایسه کرد. 

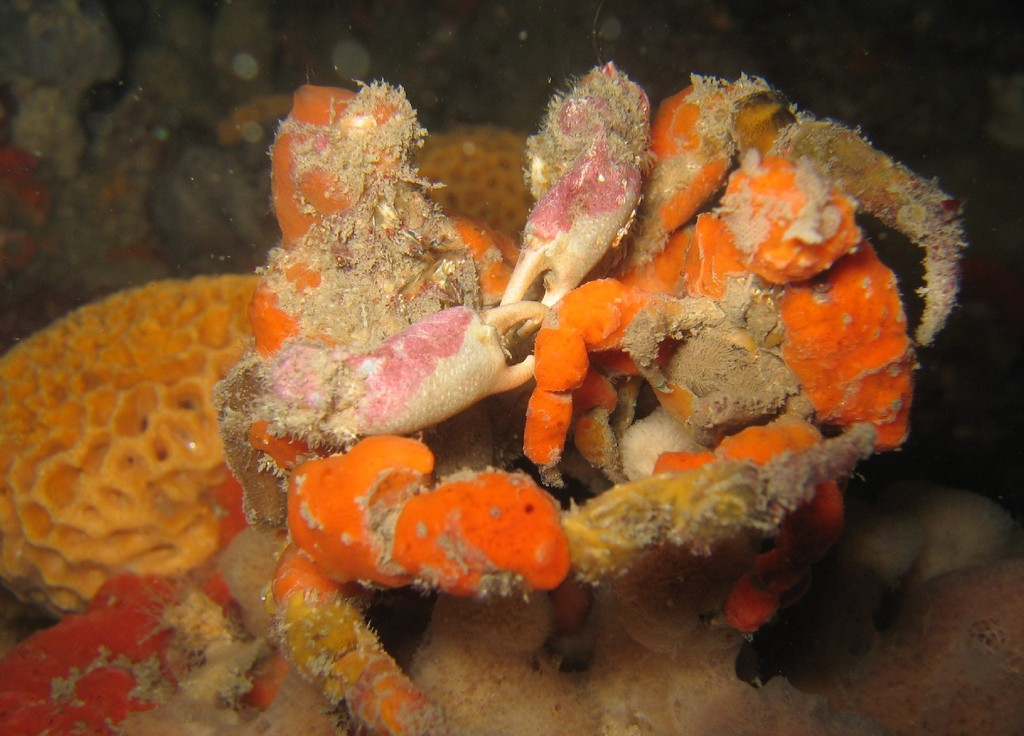
خرچنگ آراسته اسفنجی، هیاستنوس الاتوس